# Linderhauser Rücken
Der Linderhauser Rücken ist eine kleinteilige Naturräumliche Einheit mit der Ordnungsnummer 3371.32 auf dem Stadtgebiet der westfälischen Städte Schwelm (Ortsteil Linderhausen) und Gevelsberg innerhalb der Wuppertaler Senke.
Der langgestreckte Höhenrücken (280 m) nimmt den Norden Schwelms und den äußersten Westen Gevelsberg ein und trennt durch seine Spezialfaltung das südlich gelegene Schwelmer Massenkalktal (Naturräumliche Einheit 3371.30) von der nördlich gelegenen Linderhauser Senke (Naturräumliche Einheit 3371.31). Er besteht aus mitteldevonischen, graublauen und vielfach kalkigen Lenneschiefer.
Der Linderhauser Rücken ragt als mit Buchen, Eichen und Fichten bewaldete Insel aus den tieferliegenden (200 m) verkarsteten Massenkalken heraus. Der Schwelmer Tunnel und der Linderhauser Tunnel durchstoßen den Höhenrücken.